# Schankbetrug
Schankbetrug ist eine Form der Täuschung des Gastes durch den Schankwirt zum wirtschaftlichen Vorteil des Wirtes. Der Tatbestand des Schankbetrugs tritt dann ein, wenn der Wirt weniger als die auf der Speisekarte angegebene Menge eines Getränks ausschenkt. Schankbetrug kann vermieden werden, indem man transparente Gefäße aus Glas oder Kunststoff mit amtlichem Eichstrich anstelle von Stein- oder Tonkrügen verwendet.
Seit 1899 gibt es in München den Verein gegen betrügerisches Einschenken e.V. (VGBE).